# José Andrés Bilibio
José Andrés Bilibio Estigarribia (Corrientes, 2 de enero de 1975) es un exfutbolista argentino nacionalizado armenio. Se desempeñaba de marcador central.
Comenzó su carrera de futbolista en Deportivo Armenio, en 1997, participando de la Primera B. Luego de una temporada, tuvo un paso fugaz por el Ararat Yerevan, Armenia, y volvió al Deportivo Armenio. 
En 2000, lo contrató Los Andes, cuando estuvo en Primera División, pero jugó pocos partidos en el milrayitas. Retornó a Deportivo Armenio donde jugó una temporada y pasó, en el 2002, al FC Pyunik, Armenia. Así, se nacionalizó y disputó la eliminatoria para la Eurocopa 2004 para el seleccionado de fútbol de Armenia.
Luego de su experiencia por el fútbol armenio, pasó por el Bolívar (Bolivia) y el Espoli (Ecuador). En el 2006 regresó a Argentina tras ser contratado por Tiro Federal.
Volvió al Coronel Bolognesi de la Liga peruana de fútbol en el año 2008.

## Clubes
| Club              | País      | Año       |
| ----------------- | --------- | --------- |
| Deportivo Armenio | Argentina | 1997-1998 |
| Ararat Yerevan    | Armenia   | 1999      |
| Deportivo Armenio | Argentina | 1999-2000 |
| Los Andes         | Argentina | 2000-2001 |
| Deportivo Armenio | Argentina | 2001-2002 |
| FC Pyunik         | Armenia   | 2002-2004 |
| Bolívar           | Bolivia   | 2005      |
| Espoli            | Ecuador   | 2005-2006 |
| Tiro Federal      | Argentina | 2006      |
| Coronel Bolognesi | Perú      | 2007      |
| Manta Fútbol Club | Ecuador   | 2007      |
| Coronel Bolognesi | Perú      | 2008      |
| CF Vilanova       | España    | 2009-2011 |

### Campeonatos nacionales
| Título                      | Club                   | País      | Año     |
| --------------------------- | ---------------------- | --------- | ------- |
| Primera B                   | Club Deportivo Armenio | Argentina | Cl-1998 |
| Primera División de Armenia | FC Pyunik              | Armenia   | 2002    |
| Copa de Armenia             | FC Pyunik              | Armenia   | 2002    |
| Primera División de Armenia | FC Pyunik              | Armenia   | 2003    |
| Supercopa de Armenia        | FC Pyunik              | Armenia   | 2003    |
| Primera División de Armenia | FC Pyunik              | Armenia   | 2004    |
| Copa de Armenia             | FC Pyunik              | Armenia   | 2004    |
| Supercopa de Armenia        | FC Pyunik              | Armenia   | 2004    |
| Torneo Apertura             | Bolívar                | Bolivia   | 2005    |